# Textilmuseum St. Gallen

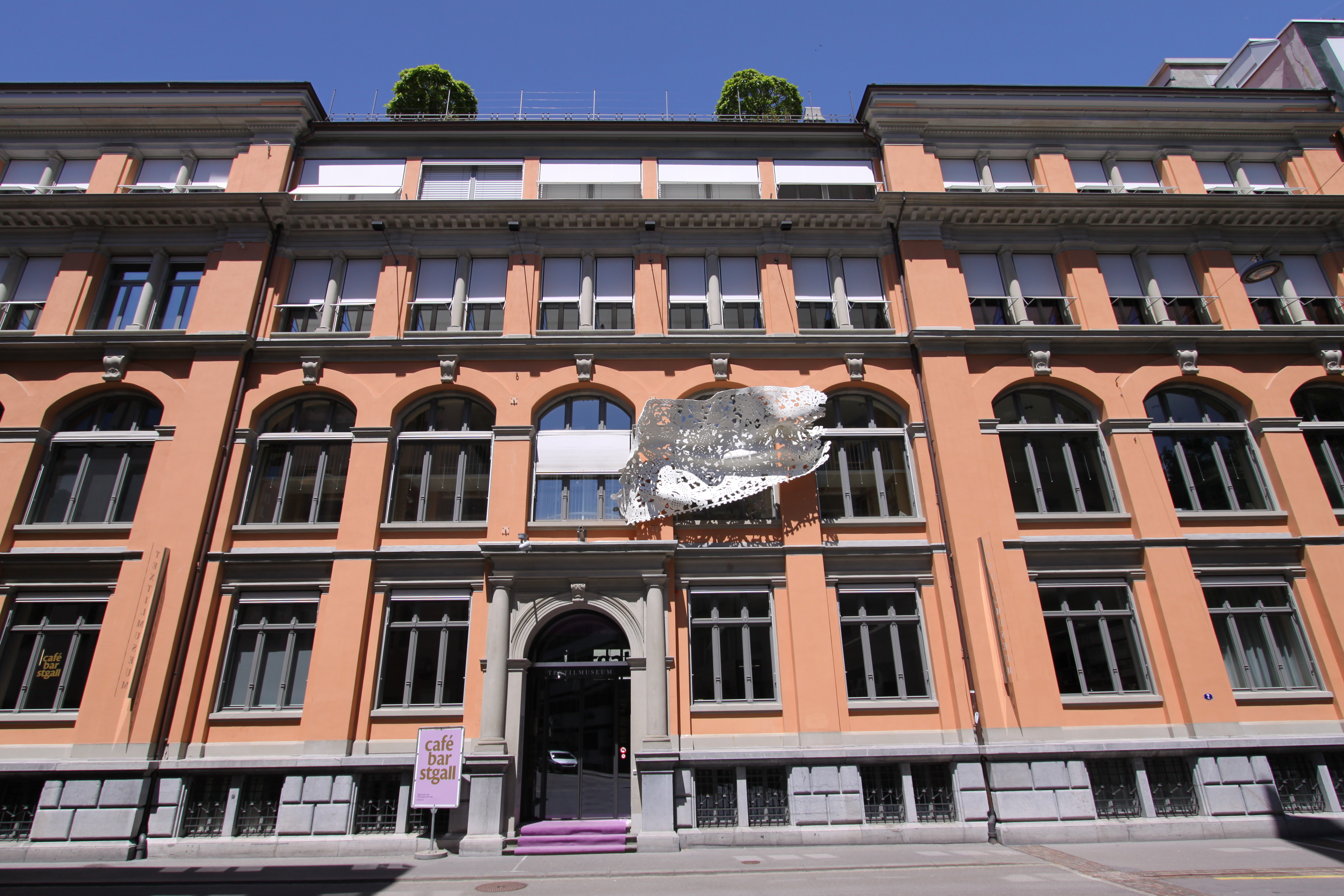
Textilmuseum

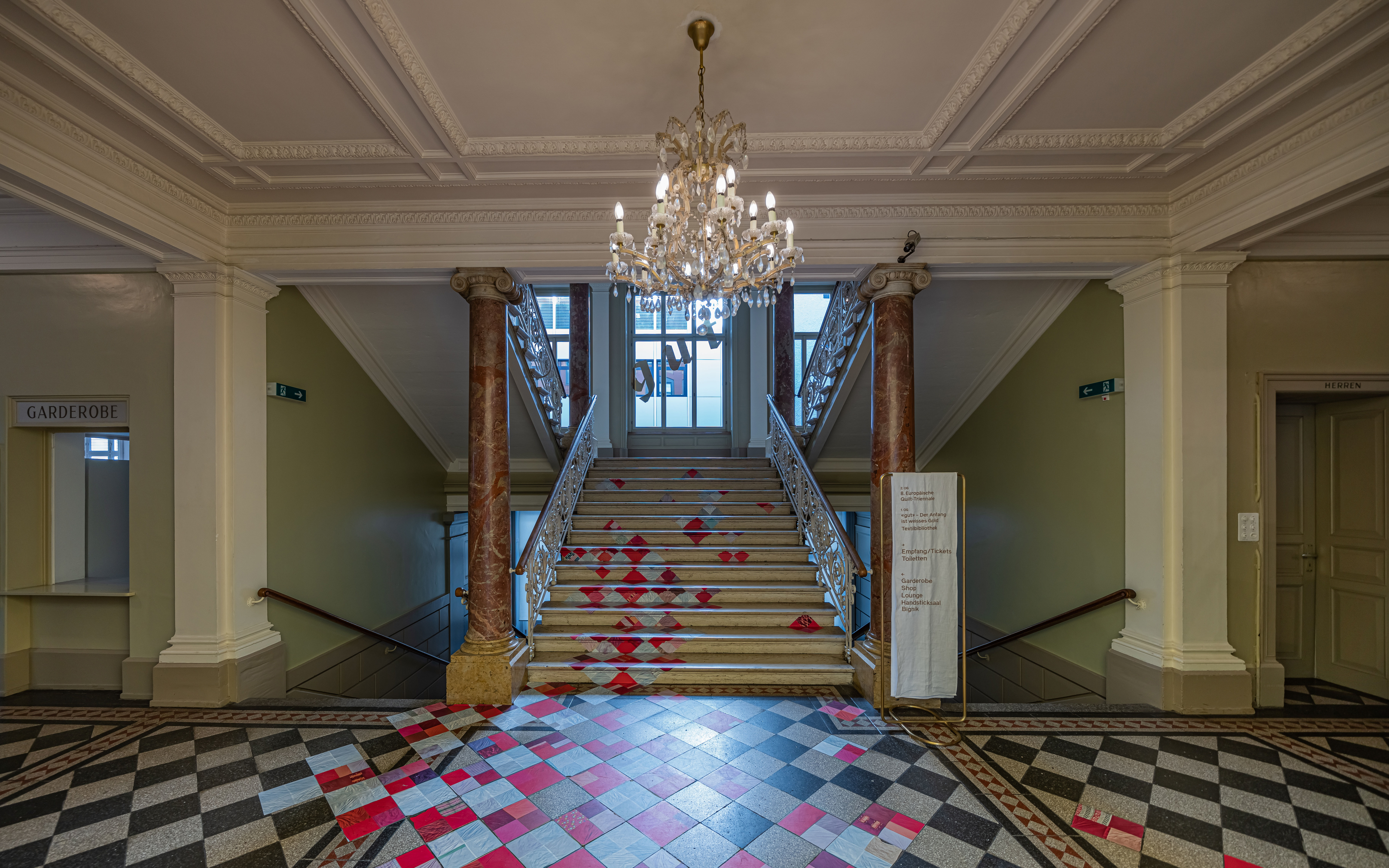
Treppenhaus im Textilmuseum St. Gallen, eröffnet 1886

Das Textilmuseum St. Gallen und die Textilbibliothek haben ihren Sitz im 1886 erbauten «Palazzo Rosso» in der Altstadt von St. Gallen.

## Geschichte
Inspiriert von den Weltausstellungen – technischen und kunsthandwerklichen Leistungsschauen, die ab der Mitte des 19. Jahrhunderts ein grosses Publikum begeisterten, legte das Kaufmännische Direktorium 1863 erste Mustersammlungen für die regionale Textilindustrie an. 1878 erfolgt die Gründung des «Industrie- und Gewerbemuseums St. Gallen». Auf dem ehemaligen Seidenhof-Areal an der Vadianstrasse eröffnete das Museum 1886 in einem prunkvollen Bau, der wegen seiner roten Backsteinfassade auch «Palazzo Rosso» genannt wurde. Neben den Sammlungen des Kaufmännischen Direktoriums beherbergte das Gebäude die Textilbibliothek, die Zeichnungsschule und ab 1890 die Stickereischule.
Ab 1900 fanden vermehrt Wechselausstellungen statt, wobei das Museum auf Privatsammlungen und Firmenarchive zurückgreifen konnte, die im Laufe der Jahrzehnte ans Haus gekommen waren. Sie ergänzten die ursprünglichen Mustersammlungen um historische Textilien, die den Textilindustriellen einst als Vorlage für die eigene Produktion gedient hatten.
Im Laufe der Jahre wuchs die Sammlung stetig. Der Platzbedarf stieg und so wurde das Museum 1956 aufgestockt, was einen ähnlich massiven Eingriff in das Erscheinungsbild des Hauses darstellte wie der graue Fassadenanstrich aus dem Jahr 1962.
Im Jahr 1982 erfolgte eine Umbenennung von «Industrie- und Gewerbemuseum» in «Textilmuseum» und «Textilbibliothek». Letztere wurde 1987/88 umgebaut und erweitert. 1991 wurden das Textilmuseum und die Bibliothek in die «Stiftung IHK» überführt. Seit 2012 befindet sich das Textilmuseum St. Gallen in der Trägerschaft des «Vereins Textilmuseum», der eng mit der «Stiftung Textilmuseum», in der die «Stiftung IHK» 2019 aufgegangen ist, zusammenarbeitet.
Seit 1. März 2022 leitet Mandana Roozpeikar als Direktorin das Textilmuseum.

### Sammlungen
Die Sammlungen des Textilmuseums umfassen historische Stickereien, handgearbeitete Spitzen, aussereuropäische Textilien, historische Gewebe und Kostüme aus mehreren Jahrhunderten. Musterbücher, Modefotografien und -zeichnungen, die von der Textilbibliothek verwaltet werden, ergänzen den Bestand.
Ab 1863 erwarb das Kaufmännische Direktorium, ein Vorläufer der heutigen Industrie- und Handelskammer St. Gallen-Appenzell, regelmässig Stoffmuster aus Frankreich, die der regionalen Textilindustrie als Vorlage und Inspiration dienen sollten. Ankäufe und Schenkungen bedeutender Privatsammlungen sowie die Übernahme von Firmenarchiven ergänzen die Mustersammlungen. Heute lagern in den Depots des Textilmuseums zirka 56’000 Objekte. Neben der Konservierung und Beforschung der Bestände liegt ein weiterer Schwerpunkt auf der digitalen Erschliessung der Sammlung. Die Objekte werden in einer Datenbank erfasst, eine Auswahl von Sammlungsobjekten kann über einen Online-Katalog abgerufen werden.

### Bibliothek
Das Gebäude beherbergt auch die Textilbibliothek. In den Schränken im Bibliothekssaal stehen tausende Musterbücher mit Textilmustern von Schweizer Firmen. Die über zwei Millionen Originale dokumentieren die Maschinenstickerei des späten 19. und frühen 20. Jahrhunderts, der Blütezeit der St. Galler Stickereiindustrie. Auch Stoffdruck und Weberei sind mit zahlreichen Beispielen vertreten. Dazu kommen Modefotografien und -illustrationen, Naturstudien, Tapetenmuster und Entwurfszeichnungen.

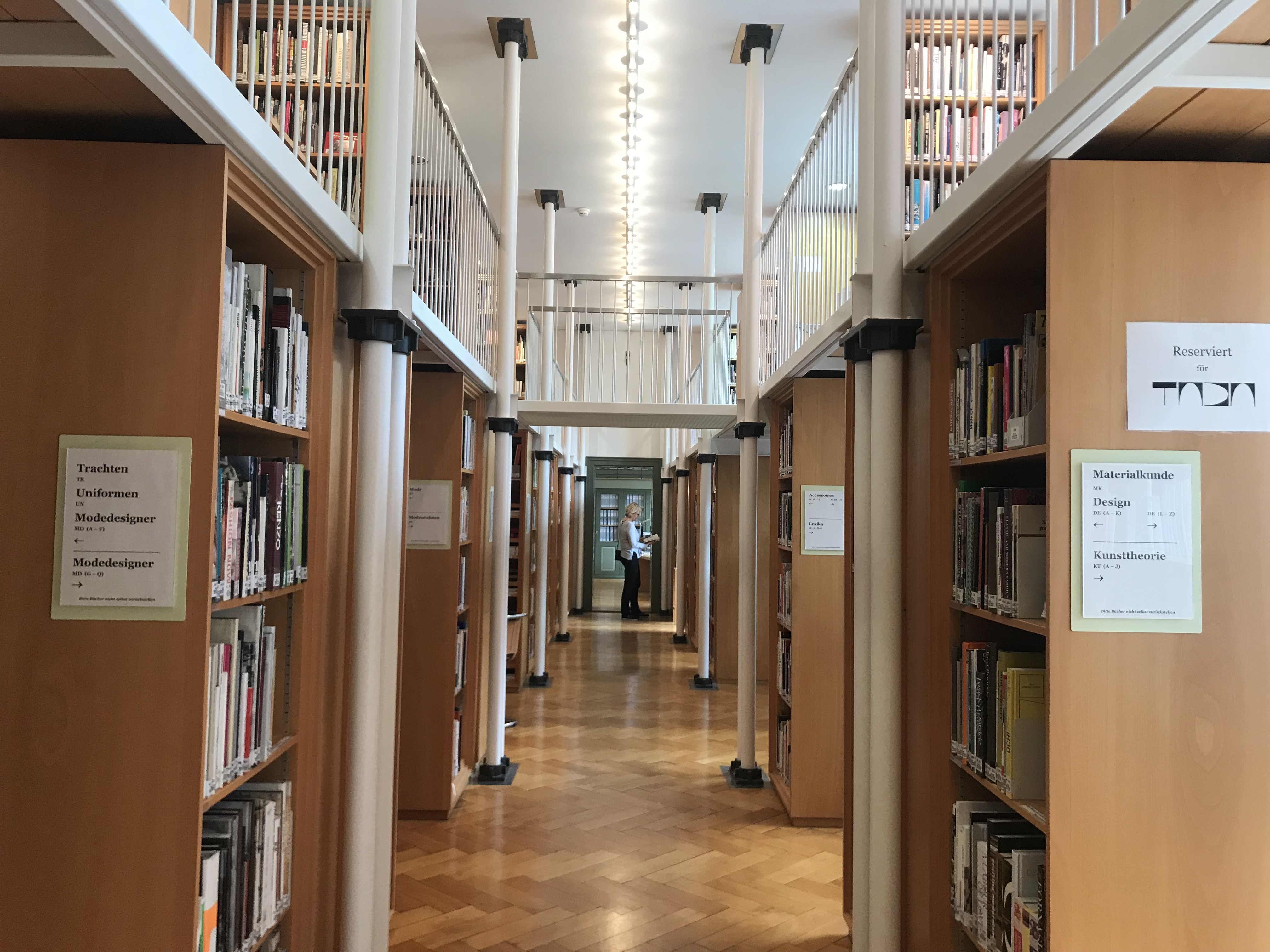
Blick in die Handsammlung der Textilbibliothek

Die Textilbibliothek verwaltet nicht nur ausgewählte Sammlungen des Textilmuseums, sondern auch einen Bestand an Literatur zur Mode, Design, Textilgeschichte, textilen Techniken u. a. sowie eine Vielzahl von historischen und aktuellen Zeitschriften, die vor Ort eingesehen oder ausgeliehen werden können.

## Ausstellungen

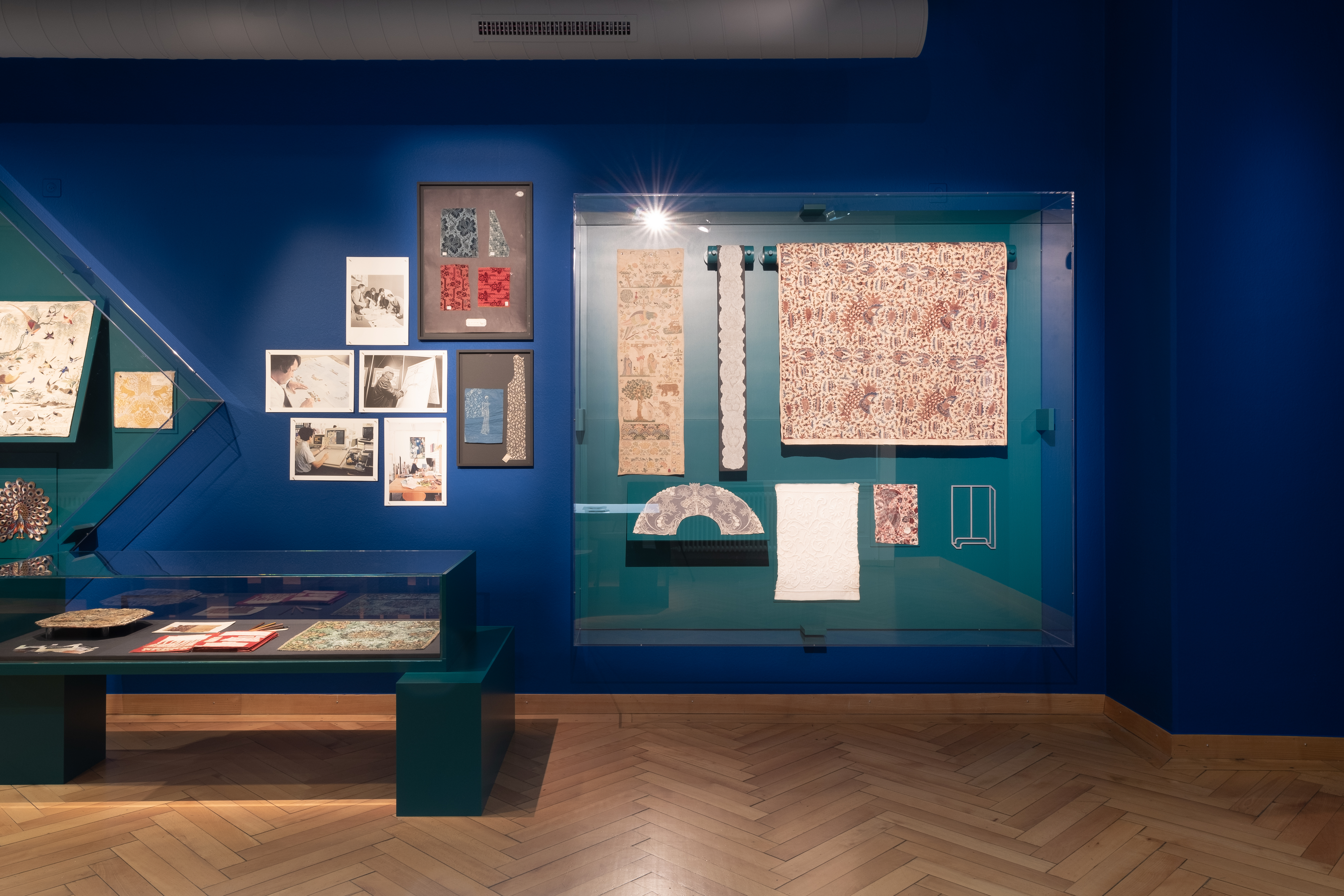
Dauerausstellung «Guter Stoff» (ab Mai 2023). Foto: Johannes Stieger

Neben der Dauerausstellung werden laufend Sonderausstellungen präsentiert. Diese widmen sich textilen Themen im weitesten Sinne und stellen diese in kunsthistorische, sozial- und wirtschaftsgeschichtliche Kontexte. Nationale und internationale Aspekte finden ebenso Beachtung wir historische und zeitgenössische Fragen.

### Ausstellung im Textilmuseum (Auswahl)
- 2011/2012: St. Gall
- 2014: Kirschblüte & Edelweiss
- 2015: ’s isch – ’s isch nöd. Das St. Galler Kinderfest
- 2015/2016: Furor Floralis
- 2016: Body Jewels. Textiler Schmuck aus den Niederlanden und der Schweiz
- 2017/2018: Neue Stoffe – New Stuff. Gestalten mit Technischen Textilien
- 2018: Die totale Wohnharmonie? Textile Konzepte 1970–1990
- 2018/2019: Mode Circus Knie – Kostüme aus 100 Jahren im Textilmuseum
- 2018/2019: Die Spitzen der Gesellschaft
- 2020: Material matters – Von der Faser zur Mode
- 2021/2021: Robes politiques – Frauen Macht Mode
- Textilindustrie in der Ostschweiz
- 2023:100 Shades of White
- 2024: All You CanNOT Eat. Fake Food auf Stoff